# حماة
حَماة یا حماه یا حمات یا حما (به عربی: حماة) یکی از شهرهای کشور سوریه است. این شهر مرکز استان حماة است.

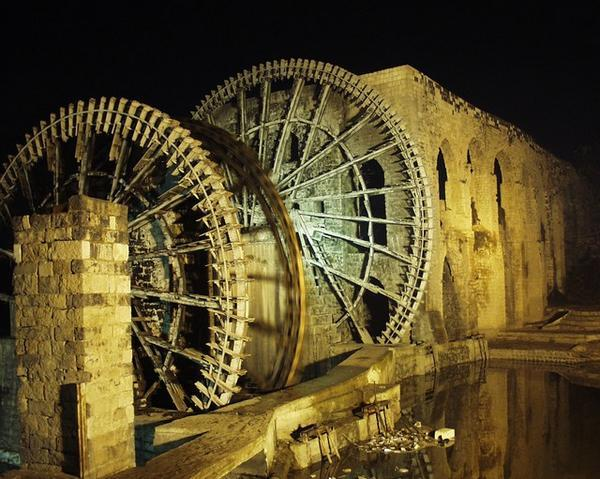
چرخ‌های آسیاب در حماة.

در سال ۱۹۸۲ در این شهر شورش بزرگی علیه حکومت حزب بعث سوریه به راه افتاد که ارتش سوریه برای در هم شکستن عملیات وسیعی را به اجرا گذاشت که حدود ۲۰ تا ۴۰ هزار نفر در آن کشته شدند. کشتار حماة در کنار نبرد سپتامبر سیاه در اردن به عنوان خونبارترین عملیات‌های دولت‌های عربی علیه ملت‌های خود شناخته می‌شوند. رهبری این عملیات را رفعت اسد برادر رهبر سوریه حافظ اسد بر عهده داشت و شورشیان عمدتاً از گروه‌های اسلام‌گرا به ویژه اخوان‌المسلمین بودند.